# Ulvöspinel·la
La ulvöspinel·la és un mineral de la classe dels òxids, que pertany al grup de l'espinel·la. Rep el seu nom de la seva localitat tipus, l'illa d'Ulvö (Suècia), i la seva estructura similar a la de l'espinel·la.

## Característiques
La ulvöspinel·la és un òxid de fórmula química Fe₂TiO₄. Cristal·litza en el sistema isomètric. Normalment es troba com una exsolució, formant una fina
xarxa al llarg de {100} en magnetita o en ilmenita; poques vegades es troba en forma de cristalls esquelètics, de fins a 2 cm. La seva duresa a l'escala de Mohs es troba entre 5,5 i 6.
Segons la classificació de Nickel-Strunz, la ulvöspinel·la pertany a «04.BB: Òxids amb proporció Metall:Oxigen = 3:4 i similars, amb només cations de mida mitja» juntament amb els següents minerals: cromita, cocromita, coulsonita, cuprospinel·la, filipstadita, franklinita, gahnita, galaxita, hercynita, jacobsita, manganocromita, magnesiocoulsonita, magnesiocromita, magnesioferrita, magnetita, nicromita, qandilita, espinel·la, trevorita, vuorelainenita, zincocromita, hausmannita, hetaerolita, hidrohetaerolita, iwakiïta, maghemita, titanomaghemita, tegengrenita i xieïta.

## Formació i jaciments
És un component comú dels minerals de ferro amb magnetita titànica. També es troba en kimberlites, i en basalts molt degradats que porten ferro, tant terrestres com lunars. Sol trobar-se associada a altres minerals com: ferro, magnetita, troilita, cohenita, grafit, ilmenita, pirrotina, calcopirita, olivina, biotita, plagioclasa, apatita i alguns piroxens. Va ser descoberta a la mina Grundhamn, a Södra Ulvön (Örnsköldsvik, Suècia).